# Sjajni koprenjak
Sjajni koprenjak (koprenjak bodljikasti, lat. Coristospermum lucidum subsp. lucidum; sin Ligusticum lucidum), biljka iz porodice štitarki, nekada uključivana u rod Ligusticum ili koprenjak, danas u rod Coristospermum, kao podvrsta vrste Coristospermum lucidum. Raširena je po južnoj Europi, uključujući i Hrvatsku.

## Vanjske poveznice
|  | Zajednički poslužitelj ima još gradiva o temi Coristospermum lucidum |
|  | Wikivrste imaju podatke o taksonu Ligusticum lucidum                 |